# Аргијади
Аргијади (грч. Ἀργεάδαι) су били античка Грчка краљевска лоза. Они су били оснивачи и владајућа династија античке Македоније од око 700. п. н. е. до 310. п. н. е. Њихова традиција, као што је записано у античкој грчкој историографији, води њихове корене у  Аргос, у јужној Грчкој, отуда и њихово име Митски оснивач династије Аргијада је био краљ Каран. На почетку су били владари истоименог племена, али до времена Филипа II они су проширили своје краљевство, чиме су под Македонијом обухваћене све државе Горње Македоније. Најпознатији чланови ове династије били су Филип II Македонски и Александар Велики, под чијим је вођством Македоније стекла превласт у Грчкој, поразила Ахеменидско царство и проширила се до Египта и Индије.